# Kjell Östberg

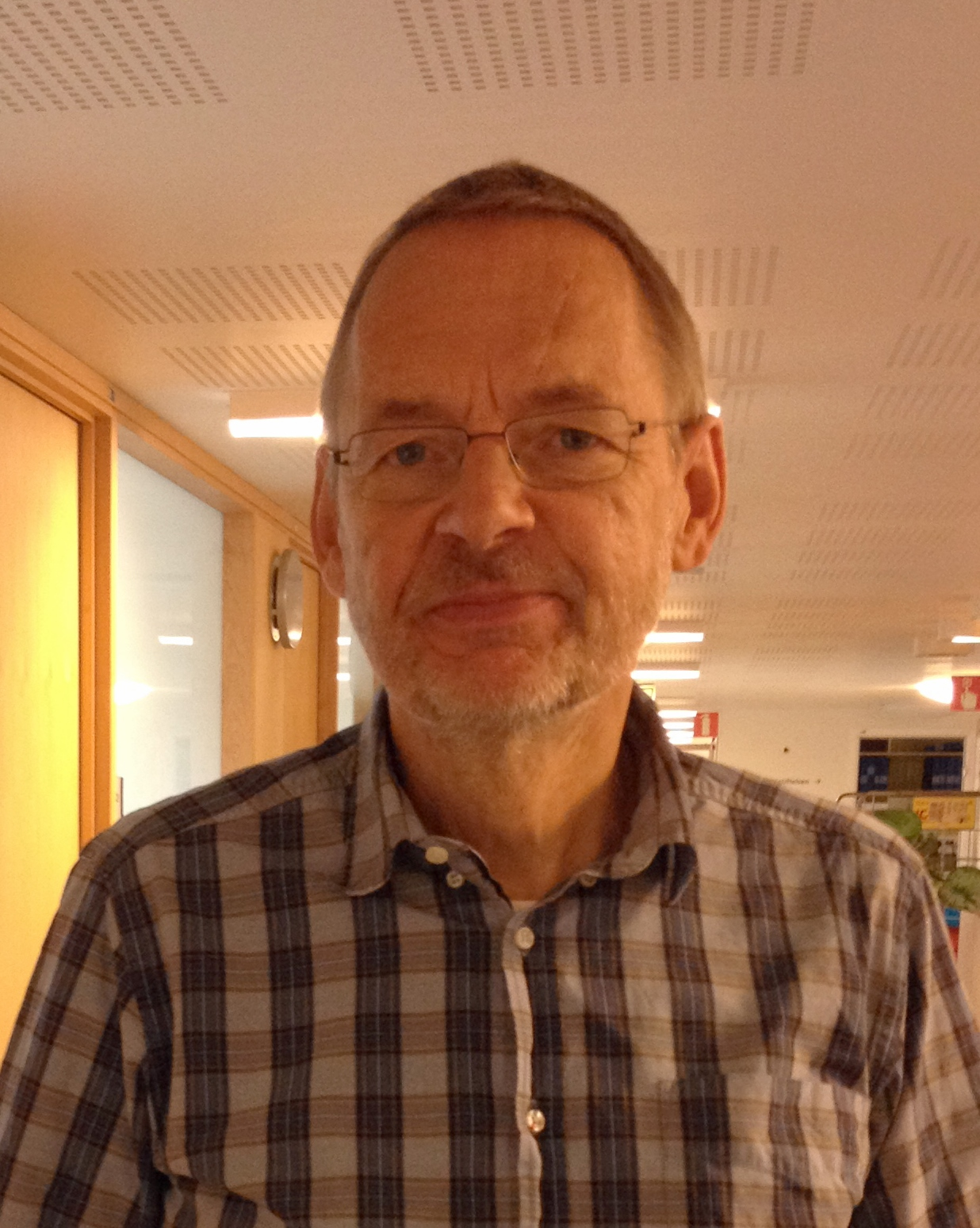
Kjell Östberg

Kjell Östberg (* 1948) ist ein schwedischer Historiker.
Er ist Professor an der Hochschule Södertörn und Forschungsleiter des Samtidshistoriska institutet der Hochschule. Sein Spezialgebiet ist die Geschichte der Schwedischen Sozialdemokratischen Partei. Östberg errang besondere Aufmerksamkeit mit seiner Biografie Olof Palmes, die für den Augustpriset 2008 nominiert wurde. Östberg ist außerdem Herausgeber der Zeitschrift Tidsignal.